# W Series 2019
 (août 2019).
Si vous disposez d'ouvrages ou d'articles de référence ou si vous connaissez des sites web de qualité traitant du thème abordé ici, merci de compléter l'article en donnant les références utiles à sa vérifiabilité et en les liant à la section « Notes et références ».
Navigation
2020
La W Series 2019 est la saison inaugurale de la W series, un championnat automobile de Formule Régionale réservé aux femmes. 
55 pilotes étaient initialement inscrites dans une liste de préqualification pour la saison 2019 et six autres ont été ajoutées plus tard,,.
Une évaluation a eu lieu au Wachauring de Melk, en Autriche, du 26 au 28 janvier, avec des juges (parmi lesquels David Coulthard, Alexander Wurz et Lyn St. James) sélectionnant une liste restreinte de pilotes qui pourraient tester la Tatuus–Alfa Romeo T-318. 
Les pilotes ont été testées sur dix épreuves dans les domaines de la course, de la forme physique, de la présentation médiatique et du sponsoring afin de déterminer les 28 pilotes qui passeront à l'étape suivante au circuit d'Almeria. 
La dernière étape, du 22 au 27 mars (tests de condition physique et analyse de données supplémentaires parallèlement aux tests traditionnels) permet de sélectionner 18 pilotes ainsi que de 4 remplaçantes. 

## Pilotes éliminées
Forfait avant l'évaluation
- Amna Al Qubaisi
- Michelle Gatting
- Angelique Germann
- Michelle Halder
- Carmen Jordá
- Sheena Monk
- Carrie Schreiner

Éliminées après évaluation
- Ayla Ågren
- Chelsea Angelo
- Carmen Boix
- Toni Breidinger
- Alessandra Brena
- Ivana Cetinich
- Veronika Cicha
- Courtney Crone
- Mira Erda
- Carlotta Fedeli
- Cassie Gannis
- Samin Gómez
- Fabienne Lanz
- Milla Mäkelä
- Alexandra Marinescu
- Marylin Niederhauser
- Lyubov Ozeretskovskaya
- Taegen Poles
- Charlotte Poynting
- Sharon Scolari
- Doreen Seidel
- Siti Shahkirah
- Sneha Sharma
- Inès Taittinger
- Bruna Tomaselli
- Hanna Zellers

Éliminées après les tests
- Natalie Decker
- Grace Gui
- Natalia Kowalska
- Stéphanie Kox
- Francesca Linossi
- Milou Mets
- Shirley van der Lof
- Alexandra Whitley

Stéphanie Kox et Francesca Linossi se sont vu proposer le poste de pilotes de réserve, mais ont refusé cette offre pour profiter d'autres opportunités de piloter,.

## Pilotes qualifiées
| No.          | Pilotes           | Courses  |
| ------------ | ----------------- | -------- |
| 2            | Esmee Hawkey      | Toutes   |
| 3            | Gosia Rdest       | Toutes   |
| 5            | Fabienne Wohlwend | Toutes   |
| 7            | Emma Kimiläinen   | 1, 4–6   |
| 11           | Vicky Piria       | Toutes   |
| 19           | Marta García      | Toutes   |
| 20           | Caitlin Wood      | Toutes   |
| 21           | Jessica Hawkins   | Toutes   |
| 26           | Sarah Moore       | Toutes   |
| 27           | Alice Powell      | Toutes   |
| 31           | Tasmin Pepper     | Toutes   |
| 37           | Sabré Cook        | Toutes   |
| 49           | Megan Gilkes      | 1-3, 5-6 |
| 55           | Jamie Chadwick    | Toutes   |
| 67           | Shea Holbrook     | Toutes   |
| 85           | Miki Koyama       | Toutes   |
| 95           | Beitske Visser    | Toutes   |
| 99           | Naomi Schiff      | Toutes   |
| Remplaçantes |                   |          |
| 58           | Sarah Bovy        | 2–3, 6   |
| 77           | Vivien Keszthelyi | 2–4, 6   |
| Source ,     |                   |          |

## Calendrier et résultats
Les courses sont organisés pour accompagner le Deutsche Tourenwagen Masters. Une course hors championnat s'est tenue sur le circuit TT Assen pour tester différents formats d'événement. 
| Course | Circuit              | Date       | Pole              | Meilleur tour   | Vainqueur       |
| ------ | -------------------- | ---------- | ----------------- | --------------- | --------------- |
| 1      | Hockenheimring       | 4 mai      | Jamie Chadwick    | Miki Koyama     | Jamie Chadwick  |
| 2      | Circuit Zolder       | 18 mai     | Jamie Chadwick    | Beitske Visser  | Beitske Visser  |
| 3      | Misano World Circuit | 8 juin     | Fabienne Wohlwend | Beitske Visser  | Jamie Chadwick  |
| 4      | Norisring            | 6 juillet  | Marta García      | Emma Kimiläinen | Marta García    |
| 5      | Circuit TT Assen     | 20 juillet | Emma Kimiläinen   | Emma Kimiläinen | Emma Kimiläinen |
| HC     | Circuit TT Assen     | 21 juillet |                   | Sabré Cook      | Megan Gilkes    |
| 6      | Brands Hatch         | 11 août    | Jamie Chadwick    | Emma Kimiläinen | Alice Powell    |

## Classement du championnat
Les points suivants ont été attribués aux dix premières : 
| Position | 1er | 2e | 3e | 4e | 5e | 6e | 7e | 8e | 9e | 10e |
| Points   | 25  | 18 | 15 | 12 | 10 | 8  | 6  | 4  | 2  | 1   |

| Pos. | Pilote            | HOC | ZOL  | MIS | NOR | ASS1 | ASS2 | BRH | Points |
| ---- | ----------------- | --- | ---- | --- | --- | ---- | ---- | --- | ------ |
| 1    | Jamie Chadwick    | 1   | 2    | 1   | 3   | 3    | 8    | 4   | 110    |
| 2    | Beitske Visser    | 4   | 1    | 2   | 2   | 4    | 14   | 3   | 100    |
| 3    | Alice Powell      | 2   | 3    | Ret | Ret | 2    | 2    | 1   | 76     |
| 4    | Marta García      | 3   | 4    | 6   | 1   | 9    | 13   | 8   | 66     |
| 5    | Emma Kimiläinen   | Ret | Forf |     | 5   | 1    | 4    | 2   | 53     |
| 6    | Fabienne Wohlwend | 6   | 7    | 3   | 4   | 15   | 18   | 5   | 51     |
| 7    | Miki Koyama       | 7   | 8    | 4   | 6   | Ret  | 15   | 20  | 30     |
| 8    | Sarah Moore       | 5   | 5    | 9   | Ret | 10   | 10   | 10  | 24     |
| 9    | Vicky Piria       | 15  | 9    | 5   | 12  | 8    | 9    | 6   | 24     |
| 10   | Tasmin Pepper     | 8   | 6    | 7   | 8   | Ret  | 6    | 12  | 22     |
| 11   | Sabré Cook        | 13  | 15   | 8   | 7   | 13   | 3    | 9   | 12     |
| 12   | Jessica Hawkins   | 11  | 13   | 15  | Ret | 7    | 5    | 7   | 12     |
| 13   | Caitlin Wood      | 10  | 11   | 14  | 11  | 5    | 12   | 11  | 11     |
| 14   | Gosia Rdest       | 9   | Ret  | 13  | 14  | 6    | Ret  | 13  | 10     |
| 15   | Esmee Hawkey      | 12  | Ret  | 11  | 9   | 11   | 16   | 16  | 2      |
| 16   | Naomi Schiff      | 14  | 10   | 18  | 10  | 12   | 7    | 15  | 2      |
| 17   | Vivien Keszthelyi |     | Ret  | 10  | 13  |      | 17   | 14  | 1      |
| 18   | Shea Holbrook     | 16  | 12   | 16  | 15  | 16   | Ret  | 17  | 0      |
| 19   | Sarah Bovy        |     | Np   | 12  |     |      | 11   | 19  | 0      |
| 20   | Megan Gilkes      | Ret | 14   | 17  |     | 14   | 1    | 18  | 0      |
| Pos. | Pilote            | HOC | ZOL  | MIS | NOR | ASS1 | ASS2 | BRH | Points |

| Couleur  | Résultat                       |
| -------- | ------------------------------ |
| Or       | Vainqueur                      |
| Argent   | 2e place                       |
| Bronze   | 3e place                       |
| Vert     | Classé dans les points         |
| Bleu     | Classé hors des points         |
| Bleu     | Non classé (Nc.)               |
| Violet   | Abandon (Abd.)                 |
| Rouge    | Non qualifié (Nq.)             |
| Rouge    | Non pré-qualifié (Npq.)        |
| Noir     | Disqualifié (Dsq.)             |
| Blanc    | Non partant (Np.)              |
| Blanc    | Forfait (Forf.)                |
| Blanc    | Course annulée (A)             |
| Neutre   | Non présent                    |
| Neutre   | Exclu (Ex.)                    |
| Gras     | Pole position                  |
| Italique | Meilleur tour en course        |
| †        | Classé sans terminer la course |
| 1 2 3 …  | Classement dans la catégorie   |